# Сутормино (Калужская область)
Су́тормино — деревня в Калужской области, входит в состав Сельского поселения «Село Кузьмищево». Расположена в 2 километрах западнее города Тарусы, на правом высоком берегу реки Тарусы и ориентирована строго с севера на юг.

## История

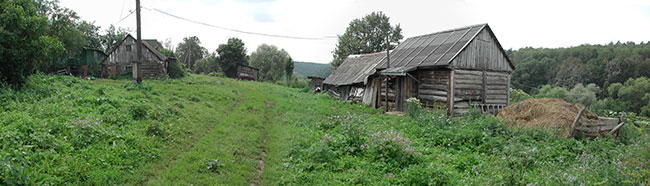
Деревенские сараи

Деревня известна около 200 лет. Вблизи деревни находится древнее селище, примерно времени основания самой Тарусы (то есть середины XIII века).
В XVIII—XIX веках Сутормино было сельцом — там был барский дом. Вот описание сельца Сутормино, приведённое в Атласе Калужского Наместничества 1782 года издания: «Сутормино — сельцо на правой стороне реки Тарусы, дом господский деревянный, с регулярным садом, мучная мельница о двух поставах, на реке Тарусе. Земля сероглинистая и каменистая, покосы средственные, лес дровяной, крестьяне на пашне». В 1872 году Сутормино принадлежало Марии Степановой, дочери Ратиславской (ей же принадлежала и соседняя деревня Бояково). В Сутормино в 1872 году было 10 дворов.
В начале XIX века деревня была приобретена Ростиславом Фомичем Голубицким, проживавшим в то время в деревне Похвистнево Тарусского уезда (вместе с Сутормино он приобрёл так же соседнюю деревню Бояково и деревню Почуево, находящуюся на южной окраине Тарусы). В 1845 году эти владения перешли по наследству сыну Ростислава Голубицкого, Михаилу Голубицкому, а в 1874 году — по наследству сыну Михаила, Павлу Голубицкому, изобретателю. Павел Михайлович Голубицкий (1845—1911) был известным изобретателем в области телефонии, одним из создателей телефона. Сутормино и Бояково Павел Михайлович Голубицкий получил в совместное владение со своим братом Константином и сестрой Надеждой. Сутормино и Бояково при Голубицких постоянно находились в залоге, водяную мельницу, которая была в Сутормино, сдавали в аренду.
После отмены крепостного права в 1867 году крестьяне Сутормино и Бояково выкупили земли у владельцев. В Сутормино всей земли было 78 десятин, и выкуплены они были за 3000 рублей.
Водяная мельница в Сутормино была о шести поставах (в то время как в Тарусе только о двух поставах). Публикация конца 1990-х годов свидетельствует: "Сейчас в Сутормино никто и не знает, что в деревне была такая мельница. Однако самый старейший житель — Анна Алексеевна Биркина — сразу ответила: «Я так и думала, что здесь была мельница, Пойдём, покажу». И с энтузиазмом, невзирая на преклонные годы и заботы об огороде, повела меня. Все объяснила: «Здесь была мощёная дорога, здесь — огромная яма, здесь — каменный фундамент». (Вячеслав Щербаков, клуб «Поиск», г. Таруса, конец 1990-х годов).
Барский дом перестал существовать в Сутормино где-то между 1859 и 1897 годами, сейчас его местонахождение не просматривается. В Списках населённых мест Калужской Губернии 1859 года издания Сутормино ещё числится сельцом, но в следующем издании, 1897 года, Сутормино уже — деревней.
В 1782 году в Сутормино было 10 дворов. В 1859 году в Сутормино было 12 дворов и 125 жителей (64 мужчины и 61 женщина). В 1874 году в Сутормино проживало 44 мужчины (10 дворовых и 34 крестьян). В 1897 году в Сутормино проживало 94 жителя (41 мужчина и 53 женщины). В 1914 году в Сутормино проживало 94 жителя (46 мужчин и 48 женщин). В 1941 году в Сутормино было 14 домов. В начале 1980-х в Сутормино было 17 домов.
Во время Великой Отечественной войны Сутормино, как и Таруса, с 24 октября по 19 декабря 1941 года были оккупированы немецкими войсками. Со слов жительницы деревни Марии Судаковой, в период оккупации в Сутормино располагалось две немецкие пушки, по одной с каждого края деревни. После Великой Отечественной войны Сутормино состояло только из нескольких домов: самый старый дом был у дороги, спускающейся к реке к броду.
Хозяйство деревни относилось к колхозу Заря. На поле напротив деревни стояло два больших сарая, в одном располагалась конюшня.
Сейчас по полю напротив деревни проходит шоссейная дорога (Тарусская Окружная/Объездная Дорога), сданная в эксплуатацию примерно в 1997 году. Поля вокруг деревни отданы под дачный посёлок и полностью застроены.

## Население
| 2002 | 2010 |
| ---- | ---- |
| 15   | ↗29  |

## Достопримечательности
Южнее Сутормино, в лесу напротив старого брода через реку Тарусу, находится могила лётчика (1941 год). Советский самолёт был подбит фашистами осенью 1941 года, и останки лётчика были захоронены местными жителями. Возможно, это был сбитый самолёт, описанный в мемуарах Нины Монич: «На совхозном поле слышна была обычно только отдалённая стрельба. Но однажды над нашими головами что-то загудело, раздались звуки выстрелов, и русский самолёт, подбитый немцами, чёрным столбом дыма взметнулся в небо и рухнул на поле, неподалёку от нас. Мы все застыли, онемели. Было так грустно от чувства своей полной беспомощности, так больно за погибший самолёт! Мы спрятались в кустах и лишь украдкой следили, как подбежали немцы, как копошились около обломков и опять ушли.» Позже останки были перенесены в братскую могилу. 25 июля 2016 года на месте падения самолёта, в лесу был открыт памятный знак.
Севернее Сутормино, у излучены реки Тарусы, находится Попов луг (в настоящий момент частично застроенный дачами). Название, употребляемое вплоть до 1960-х годов, отсылает к пустоши Мальгино, владению священнослужителей Николаевской церкви города Тарусы.
На реке Тарусе, напротив Попова луга, находится глубокое место, известное как старая пионерка. Чуть ниже по течению, уже за современным автомобильным мостом, находится пионерка. Оба места использовались для купания детьми, отдыхающими в пионерском лагере «Дзержинец». В пионерском лагере, располагающемся на территории воинской части, каждое лето отдыхало две смены детей. Открытие каждой смены сопровождалось большим костром, разводимым на берегу реки Тарусы. Кроме этого, с помощью гарнизона воинской части, для детей пионерского лагеря каждое лето проводилась игра «зарница», проводимая на левом берегу реки Тарусы, напротив деревни Сутормино, и сопровождаемая дымовыми шашками и БТР.
Из деревни Сутормино в город Тарусу вели две просёлочные дороги. Одна в объезд, через лесничество, Выселки и мимо «Сельхозтехники», вторая напрямик, через заливной луг. Заливной луг носит название Облуково, которое отсылает к отхожей пустоши Авлукова, владению тарусского купечества. Отхожая пустошь — это земля, указанная в документах, но опустевшая, отошедшая в пустошь, название в документах остаётся, а поселения уже нет. Сейчас на лугу в Облуково имеется заболоченное место, ранее бывшее Авлуковским озером. За Облуково дорога в Тарусу разделяется на пешеходную тропу, идущее по верху через старое Тарусское кладбище, и проезжую дорогу, проходящую по низу, мимо дома К. Паустовского.
Дорога из Тарусы пересекает деревню Сутормино, разделяя её на две части, спускается вниз к реке, пересекает реку вброд рядом с пешеходным мостом, и за рекой через лес уходит в соседнюю деревню Бояково. Рядом с деревней Бояково находится Погорелый лес. За Погорелым лесом лежит Собакино, отхожая пустошь Собакина, принадлежавшая в 1782 году Анне и Василию Ржевским. Напротив Собакино находится Ильинский омут, описанный в одноимённом рассказе К.Паустовского. «Поверьте мне, — я много видел просторов под любыми широтами, но такой богатой дали, как на Ильинском омуте, больше не видел и никогда, должно быть, не увижу.» — К.Паустовский. За Ильинским омутом, на правой стороне реки Тарусы, находятся деревни Ильинское (село Ильинское, увадьба князей Хилковых) и деревня Романовка.
Перед деревней Сутормино, по полю, проложена ЛЭП. Сзади деревни, по другую сторону реки, за лесом, проходит другая ЛЭП, тянущаяся в город Протвино.

## Виды деревни Сутормино
В Сутормино сохранилось несколько старых домов, вероятно предвоенной постройки.

## Галерея

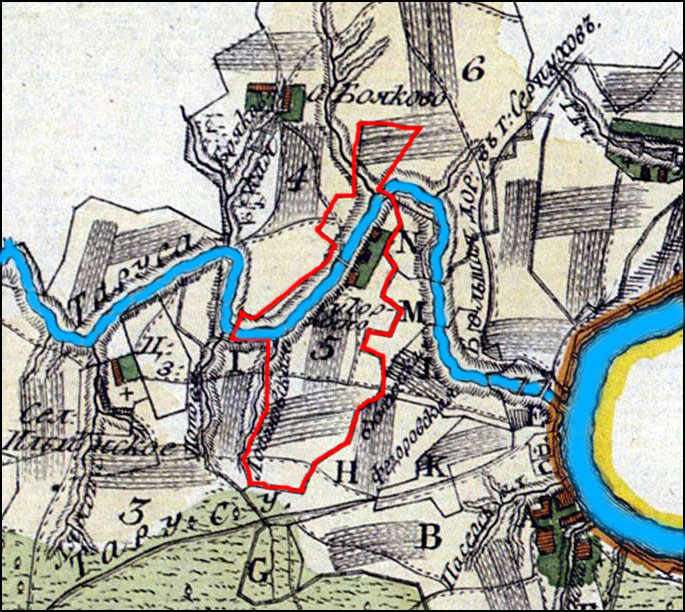
Схема владения Сутормино, принадлежащее Марии Степановой, дочери Ратиславской (выделено красным). На основе Атласа Калужского Наместничества 1782 года.
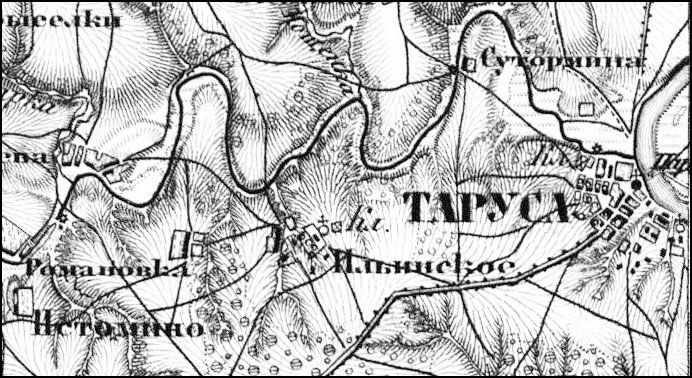
Участок старой карты, показывающий Сутормино, Тарусу, и близлежащие земли.
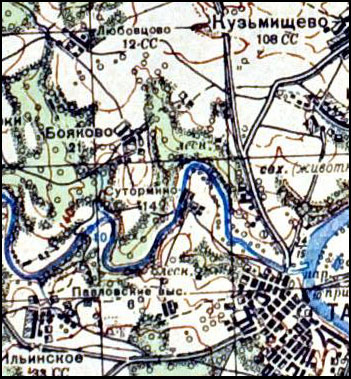
Участок карты 1941 года. Эта карта использовалась частями Советской армии во время Великой Отечественной войны. Цифры у населённых пунктов — количество домов
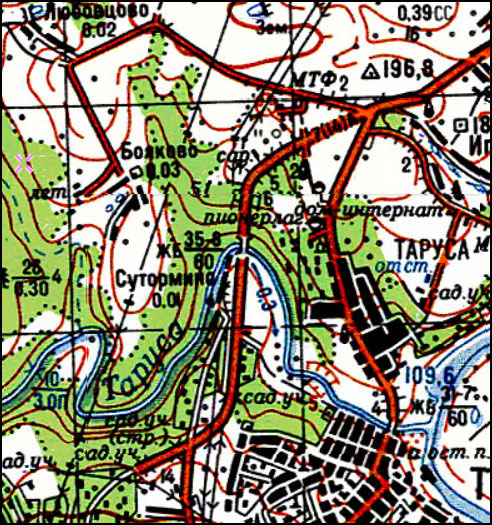
Участок карты, показывающий Сутормино в конце 1990-х годов. На карте изображена объездная дорога, проложенная по полю напротив деревни, и введённая в эксплуатацию в 1997 году.
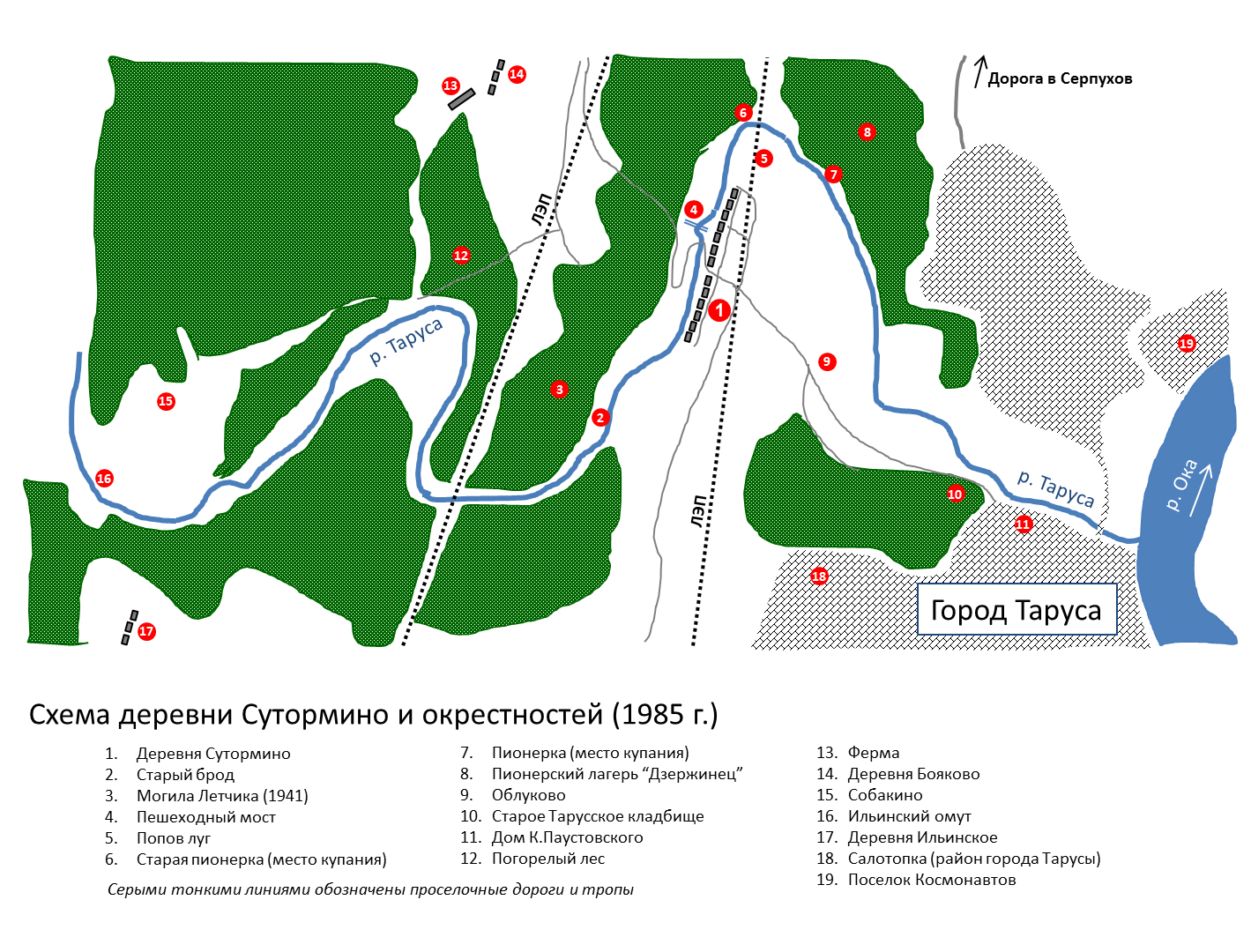
План деревни Сутормино и окрестностей. Показаны основные достопримечательности. Схема составлена на момент 1984 года.